# Arnold Krüger (Politiker, 1920)
Arnold Krüger (* 13. September 1920 in Berlin; † 28. August 2011 ebenda) war ein deutscher Politiker (FDP).
Arnold Krüger besuchte ein Realgymnasium und ab 1936 eine kaufmännische Berufsschule. Gleichzeitig machte er einen Lehrgang als Rundfunktechniker, 1939 absolvierte er die Prüfungen als Kaufmannsgehilfe und als Rundfunktechniker. Nachdem er zunächst Angestellter gewesen war, wurde er 1940 von der Wehrmacht eingezogen und geriet 1945 in sowjetische Kriegsgefangenschaft.
Nach dem Zweiten Weltkrieg kehrte Krüger 1949 nach Berlin zurück und trat ein Jahr später der FDP bei. Er wurde selbständiger Kaufmann, übernahm 1955 eine GmbH und wurde Geschäftsführer. Da Hans-Günter Hoppe Bundestagsabgeordneter wurde, rückte Krüger im Oktober 1973 in das Abgeordnetenhaus von Berlin nach. Im März 1979 schied er zunächst aus dem Parlament aus, rückte aber im Dezember 1983 erneut in das Abgeordnetenhaus nach, da Horst Vetter ausgeschieden war. Im März 1985 schied Krüger endgültig aus dem Parlament aus.